# Cd (naredba)
cd je naredba dostupna u većini operacijskih sustava za mijenjanje tekućeg direktorija (od engl change directory), kako Unix/Linux, tako i u DOS-u, Microsoftovim Windowsima itd. Jedini parametar naredbe (zajednički na svim operacijskim sustavima) je ime direktorija u koji se želi prijeći.

## Primjeri
```
cd
 
..

```

Promijeni tekući direktorij u onaj jedan stupanj iznad.
Implementacija naredbe cd ipak se ponešto razlikuje na raznim operacijskim sustavima, npr. naredba cd bez argumenata na Unix sustavima služi promjeni tekućeg direktorija u korisnikov početni, najčešće  /home/korisnik direktorij, dok u DOS-u i Windowsima cd bez argumenata ispisuje cijelu putanju tekućeg direktorija (Unix ekvivalent je pwd).
Jedini važniji poseban slučaj je DOS, kod kojeg se stablo direktorija odnosno datotečnog sustava ne gradi od korijena (/ na Unix-u), nego postoje odvojeni diskovi koji zauzimaju slova abecede - flopy su najčešće bili A: i B:, a tvrdi diskovi C:, D:, itd. i svaki od njih ima svoj korijenski direktorij.

## Vanjske poveznice
- http://www.opengroup.org/onlinepubs/9699919799/utilities/cd.html Unix cd specifikacija
- http://technet.microsoft.com/en-us/library/bb490875.aspx Microsoftova cd specifikacija